# Verica
Verica (principios del siglo I) fue un rey de uno de los estados cliente del Imperio romano en la antigua Britania. Reinó durante los años precedentes a la Invasión de Claudio del año 43.
En función a las monedas emitidas durante este periodo, Verica aparece como rey de la tribu de los atrébates y como hijo de Comio. Sucedió en el trono a su hermano mayor, Epilo en el año 15 y asumió la corona en su capital de Calleva Atrebatum, hoy conocida como Silchester. Fue reconocido como rex por el Imperio romano, con el que estableció cercanas relaciones diplomáticas y comerciales.
Su territorio estaba siendo invadido por la tribu de los catuvellaunos, liderados por Epatico, hermano de Cunobelino, que conquistó Calleva aproximadamente en el año 25. Tras la muerte de Epatico aproximadamente en el año 35, Verica reconquistó los territorios perdidos, pero el hijo de Cunobelino, Carataco contratacó y conquistó todo el reino aproximadamente en el año 40.
Dión Casio menciona que "Bericus" (supuestamente refiriéndose a Verica) fue expulsado de Britania durante una revuelta. Suetonio se refiere en su obra, Las vidas de los doce césares a las exigencias de que Roma hiciera regresar a "ciertos desertores". Como rex, Verica era nominalmente un aliado de Roma, así que su exilio dio a Claudio una excusa para iniciar la invasión. 
La alianza de Verica con Roma justificaba esta invasión y Claudio decidió envía a su general Aulo Plaucio para que dirigiera la campaña. Las fuerzas combinadas de Plaucio y los simpatizantes britanos entre los que se contaban los partidarios de Verica, destrozaron con relativa facilidad la resistencia enemiga.
Tras la invasón, Verica pudo haber sido restaurado en el trono de los atrébates, pero no existen pruebas arqueológicas o históricas que lo demuestren. En cualquier caso pronto apareció un nuevo gobernante en la región, Cogidubno. Cogidubno pudo haber sido un heredero de Verica que a su muerte sucedió a Verica en el trono.